# Vladimir Micov
Vladimir Micov (en serbe : Владимир Мицов), né le 16 avril 1985, à Belgrade, en Yougoslavie, est un joueur serbe de basket-ball. Il évolue aux postes d'arrière et d'ailier.

## Biographie
Après deux saisons au CSKA Moscou, Micov rejoint en août 2014 Galatasaray, club d'Istanbul.
En juillet 2021, Micov retourne au KK Budućnost Podgorica pour une saison.

## Palmarès
- Champion de Serbie 2007
- Champion du Monténégro 2008, 2009
- Champion de Russie 2013
- Coupe du Monténégro 2007, 2008, 2009
- VTB United League 2013, 2014
- EuroCoupe 2016
- All-Eurocup First Team EuroCoupe 2015-2016
- 3e du championnat d'Europe des -20 ans 2015